# Dirección General para África
La Dirección General para África de España es el órgano directivo del Ministerio de Asuntos Exteriores, Unión Europea y Cooperación, adscrito a la Secretaría de Estado de Asuntos Exteriores, encargado de la política exterior sobre el África subsahariana.

## Historia
Hasta la aparición de una dirección general especialmente destinada a las relaciones con los países del continente africano, eran asumidos por órganos de carácter general, como la Dirección General de Política Exterior (DGPE) desde 1942 y sobre todo por la Dirección General de Marruecos y Colonias, pues el Protectorado era el mayor interés español en el continente.
El primer órgano independiente destinado a África fue la Dirección General de Asuntos de África y Mundo Árabe creado el 2 de abril de 1966 que tuvo un breve recorrido pues el 27 de noviembre de 1967 cambia su denominación a «Asuntos de África y Próximo Oriente» al limitar sus funciones sobre el mundo árabe a la península arábiga y alrededores.
El 20 de febrero de 1970 vuelve a suprimirse al asumir sus funciones la DGPE a través dos secciones. Se recupera en 1973 asumiendo las mismas funciones que en el periodo 1967-1970 pero ampliándolas con la política sobre Oriente Próximo y, por Decreto de 2 de abril de 1976, asume también las competencias sobre la India, China e Indochina. Además, este año adquiere una mayor autonomía al suprimirse la DGPE, que actuaba como órgano político director.
Una nueva reestructuración competencia se lleva a cabo en 1985 y pierde las competencias sobre Asia continental, recuperando la denominación del periodo 1973-1976. Lo mismo ocurre en 1996 recuperando las funciones sobre Asia continental y adquiriendo las competencias sobre Filipinas y los países de esa zona del Pacífico y desde 1998 sobre el Sudeste Asiático.
A partir del año 2000 el órgano empieza a centrarse únicamente en el continente africano, si bien continuadamente con competencias sobre la zona asiática del mundo árabe. En concreto, en este año se separan las competencias sobre Asia y el Pacífico y se acentúa la política sobre el Mediterráneo africano.
Esta estructura se mantiene así hasta 2008, en la que se separan las competencias sobre el mundo árabe y el Magreb pasan a la nueva Dirección General de Política Exterior para el Mediterráneo, Magreb y Oriente Próximo, centrándose ésta en el resto del continente, concretamente en el África subsahariana. Entre 2012 y 2017 vuelve a agrupar todas las funciones de la totalidad del contiene africano y Oriente Próximo. A partir de 2017, vuelve a las competencias del periodo 2008-2011 centrándose principalmente en el África subsahariana, situación que se mantiene hoy en día con pequeñas variaciones en su estructura.

### Denominaciones
- Dirección General de Asuntos de África y Mundo Árabe (1966-1967)
- Dirección General de Asuntos de África y Próximo Oriente (1967-1970)
- Dirección General de África y Próximo y Medio Oriente (1973-1976)
- Dirección General de Política Exterior para África y Asia Continental (1976-1985)
- Dirección General de Política Exterior para África y Medio Oriente (1985-1996)
- Dirección General de Política Exterior para África, Asia y Pacífico (1996-2000)
- Dirección General de Política Exterior para el Mediterráneo, Oriente Medio y África (2000-2004)
- Dirección General de Política Exterior para el Mediterráneo, Oriente Próximo y África (2004-2008)
- Dirección General de Política Exterior para África (2008-2010)
- Dirección General para África (2010-2012)
- Dirección General para el Magreb, África, Mediterráneo y Oriente Próximo (2012-2017)
- Dirección General para África (2017-actualidad)

## Funciones y estructura
Las funciones de la Dirección General se regulan en el artículo 6 del Real Decreto 267/2022 y las ejerce a través de sus dos órganos dependientes:
- La Subdirección General para África Occidental, que se encarga de la propuesta y ejecución de la política exterior de España en su área geográfica correspondiente, el impulso de las relaciones bilaterales con los países que la conforman y del impulso de las relaciones bilaterales con los países que engloba.
- La Subdirección General para África Oriental, Central y Austral, que realiza el seguimiento de las iniciativas y foros multilaterales del área geográfica que es competencia de la dirección general.

## Directores generales
- Gabriel Mañueco de Lecea (1966-1970)
- Rafael Ferrer Sagreras (1973-1976)
- Fernando Morán López (1976-1977)
- Pedro López Aguirrebengoa (1977-1982)
- José María Ullrich Rojas (1982-1983)
- Manuel María Sassot Cañadas (1983-1985)
- Jorge Dezcallar (1985-1993)
- Miguel Ángel Moratinos (1993-1996)
- Manuel Alabart Fernández-Cavada (1996-2000)
- Gabriel Busquets Aparicio (2000-2004)
- Álvaro Iranzo Gutiérrez (2004-2008)
- María del Carmen de la Peña Corcuera (2008-2011)
- Juan González-Barba Pera (enero-mayo 2012)
- Ignacio Ybáñez Rubio (2012-2013)
- Manuel Gómez-Acebo Rodríguez-Spiteri (2013-2017)
- Eva Felicia Martínez Sánchez (marzo-julio de 2017)
- Raimundo Robredo Rubio (2017-2021)
- Alicia Rico Pérez del Pulgar (2021-2024)
- Ximena Bartolomé Tocino (2024-Actualidad)[12]